# Wolfgang Thierse
Wolfgang Thierse (Breslavia, 22 ottobre 1943) è un politico tedesco, membro del Partito Socialdemocratico di Germania.

## Biografia

### Formazione e attività professionale
Dopo il liceo ha lavorato come tipografo. Nel 1969 si è laureato in filologia tedesca e scienze culturali all'Università Humboldt di Berlino. Ha lavorato presso la sua alma mater, e dal 1975 presso il Ministero dell'Arte e della Cultura. Nel 1976 ha preso parte attiva alle proteste contro il ritiro della cittadinanza a Wolf Biermann, che gli è costata il licenziamento. Dal 1977 al 1990 è stato impiegato presso l'istituto centrale di storia letteraria dell'Accademia delle scienze della DDR.

### Carriera politica

#### Nella Repubblica Democratica Tedesca

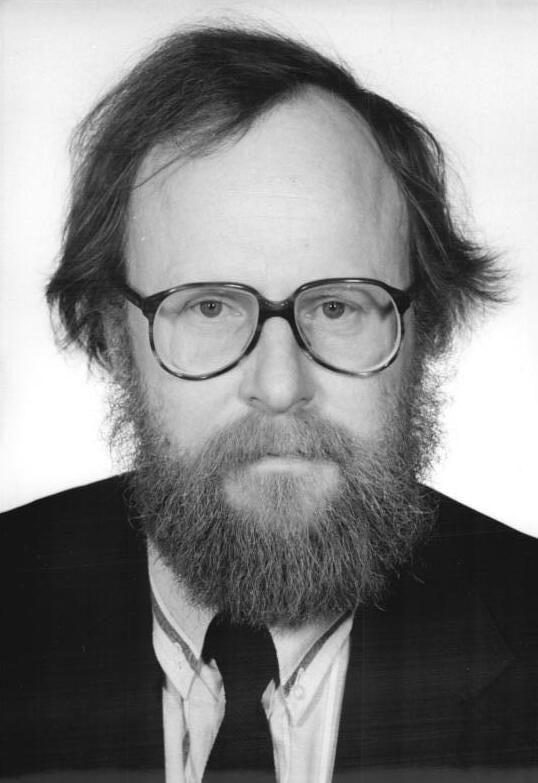
Wolfgang Thierse nel 1990

Nell'ottobre 1989 si è unito al movimento "Nuovo Forum", (Neues Forum)  e nel gennaio 1990 al Partito Socialdemocratico della RDT. Nel giugno dello stesso anno ha assunto la carica di presidente, e a settembre ha partecipato all'unificazione di questo partito con il Partito Socialdemocratico Tedesco.
Da marzo a ottobre 1990 è stato un deputato alla Camera del popolo (scelto nelle uniche elezioni libere in Germania Est) dal mese di agosto è stato presidente del gruppo parlamentare SPD. 

#### Nella Germania riunificata
Nel 1990 è stato eletto deputato del Bundestag. È stato rieletto con successo nelle elezioni del 1994, 1998, 2002, 2005 e nel 2009, ha fatto parte del parlamento fino al 2013, quando si è dimesso correndo per un altro mandato.
Dopo aver vinto le elezioni parlamentari del SPD nel 1998, è stato presidente del Bundestag per due mandati; dal 2005 al 2013 è stato uno dei vice presidenti.

### Vita privata
È sposato e ha due figli. Vive a Prenzlauer Berg, una zona nord-orientale di Berlino.
Thierse ha pubblicato diversi libri, in particolare sulla situazione nella Germania dell'Est. Nel 2003 è stato pubblicato un CD con Canto di Natale di Charles Dickens letto da Thierse. Il ricavato era destinato al "Green Beret", un ente di beneficenza che aiuta i giovani musulmani e cristiani a ricostruire aree distrutte da eventi bellici come la Bosnia o l'Afghanistan.
Pierino e il lupo è un'altra fiaba letta su CD da Wolfgang Thierse, Anche in questo caso il ricavato è stato devoluto in beneficenza.

## Opere
- (Hrsg.): Arbeit ist keine Ware. Herder, Friburgo in Brisgovia, 2009, ISBN 978-3-451-30290-9.
- (Hrsg.): Grundwerte für eine gerechte Weltordnung. Eine Denkschrift der Grundwertekommission der SPD zur internationalen Politik. Suhrkamp, Francoforte sul Meno 2003, ISBN 3-518-06720-6.
- Zukunft Ost. Perspektiven für Ostdeutschland in der Mitte Europas. Rowohlt, Berlino 2001, ISBN 3-87134-442-7.
- (Hrsg.): Zehn Jahre deutsche Einheit. Eine Bilanz. Leske und Budrich, Opladen 2000, ISBN 3-8100-2924-6.
- (Hrsg.): Religion ist keine Privatsache. Patmos-Verlag, Düsseldorf 2000, ISBN 3-491-72430-9.
- mit Avraham Burg: Das Parlament in der deutschen und in der israelischen Demokratie. Friedrich-Ebert-Stiftung, Herzliya 2000.
- (Hrsg.): Das Deutsche Parlament. Kohlhammer, Stoccarda,1999, ISBN 3-17-016148-2.
- (Hrsg.): Ist die Politik noch zu retten? Standpunkte am Ende des 20. Jahrhunderts. Aufbau, Berlino 1996, ISBN 3-351-02454-1.
- Mit eigener Stimme sprechen. Piper, Monaco, 1992, ISBN 3-492-03604-X